# Minster-on-Sea
Minster-on-Sea, o simplemente Minster, es una parroquia civil y una villa del distrito de Swale, en el condado de Kent (Inglaterra).

## Geografía
Según la Oficina Nacional de Estadística británica, Minster-on-Sea tiene una superficie de 30,54 km².

## Demografía
Según el censo de 2001, Minster-on-Sea tenía 12 772 habitantes (48,23% varones, 51,77% mujeres) y una densidad de población de 418,21 hab/km². El 20,08% eran menores de 16 años, el 72,26% tenían entre 16 y 74 y el 7,66% eran mayores de 74. La media de edad era de 40,57 años. Del total de habitantes con 16 o más años, el 21,81% estaban solteros, el 61,37% casados y el 16,82% divorciados o viudos.
El 96,68% de los habitantes eran originarios del Reino Unido. El resto de países europeos englobaban al 1,49% de la población, mientras que el 1,83% había nacido en cualquier otro lugar. Según su grupo étnico, el 98,28% eran blancos, el 0,6% mestizos, el 0,55% asiáticos, el 0,21% negros, el 0,15% chinos y el 0,07% de cualquier otro. El cristianismo era profesado por el 77,62%, el budismo por el 0,09%, el hinduismo por el 0,24%, el judaísmo por el 0,09%, el islam por el 0,18%, el sijismo por el 0,14% y cualquier otra religión por el 0,18%. El 14,57% no eran religiosos y el 6,89% no marcaron ninguna opción en el censo.
5861 habitantes eran económicamente activos, 5599 de ellos (95,53%) empleados y 262 (4,47%) desempleados. Había 5110 hogares con residentes, 165 vacíos y 19 eran alojamientos vacacionales o segundas residencias.